# Harbor (település)
Harbor (tolowa nyelven chit) az Amerikai Egyesült Államok északnyugati részén, Oregon állam Curry megyéjében, a Chetco-folyó partján, Brookingsszal átellenben, a 101-es út mentén, a kaliforniai határtól 8 km-re északra elhelyezkedő statisztikai- és önkormányzat nélküli település. A 2010. évi népszámláláskor 2391 lakosa volt. Területe 5,98 km², melyből 1,01 km² vízi.

## Történet
A Chetco-folyó után elnevezett Chetco postahivatalát 1863-ban alapították, majd 1910-es bezárásáig többször is elköltöztették. 1894-ben a folyó torkolatánál létrejött Harbor hivatala, amely név a Chetco Harbor Land and Townsite Company nevéből ered.

## Népesség

### 2010
A 2010-es népszámláláskor  2391 lakója, 1204 háztartása és 690 családja volt. A népsűrűség 481,1 fő/km2. A lakóegységek száma 1428, sűrűségük 287,3 db/km2. A lakosok 92,9%-a fehér, 0,3%-a afroamerikai, 2,4%-a indián, 0,5%-a ázsiai, 0,1%-a a Csendes-óceáni szigetekről származik, 1,4%-a egyéb, 2,4%-a pedig kettő vagy több etnikumú. A spanyol vagy latino származásúak aránya 4,7% (3,4% mexikói, 0,2% Puerto Ricó-i,  1,1% egyéb spanyol vagy latino származású.)
A háztartások 9,8%-ában élt 18 évnél fiatalabb. 47,2% házas, 7,1% egyedülálló nő, 3,1% egyedülálló férfi, 42,7% pedig nem család. 36,6% egyedül élt; 21,3%-uk 65 éves vagy idősebb. Egy háztartásban átlagosan 1,96 személy élt; a családok átlagmérete 2,47 fő.
A medián életkor 59,7 év volt. Lakóinak 10,5%-a 18 évesnél fiatalabb, 2,8% 18 és 24 év közötti, 13,1%-uk 25 és 44 év közötti, 33,5%-uk 45 és 64 év közötti, 39,2%-uk pedig 65 éves vagy idősebb. A lakosok 49,2%-a férfi, 50,8%-a pedig nő.

### 2000
A 2000-es népszámláláskor   2622 lakója, 1333 háztartása és 798 családja volt. A népsűrűség 527,6 fő/km2. A lakóegységek száma 1691, sűrűségük 340,2 db/km2. A lakosok 94,2%-a fehér, 0,34%-a afroamerikai, 2,17%-a indián, 0,19%-a ázsiai, 0,08%-a a Csendes-óceáni szigetekről származik, 0,92%-a egyéb-, 2,1%-a pedig kettő vagy több etnikumú. A spanyol vagy latino származásúak aránya 3,05% (2,3% mexikói, 0,1% Puerto Ricó-i, 0,1% kubai, 0,6% pedig egyéb spanyol/latino származású.)
A háztartások 11%-ában élt 18 évnél fiatalabb. 52,6% házas, 5,6% egyedülálló nő; 40,1% pedig nem család. 34,4% egyedül élt; 18,6%-uk 65 éves vagy idősebb. Egy háztartásban átlagosan 1,93 személy élt; a családok átlagmérete 2,41 fő.
Lakóinak 11,5%-a 18 évesnél fiatalabb, 4,1% 18 és 24 év közötti, 15%-uk 25 és 44 év közötti, 28,5%-uk 45 és 64 év közötti, 40,9%-uk pedig 65 éves vagy idősebb. A medián életkor 60 év volt. Minden 100 nőre 97,3 férfi jut; a 18 évnél idősebb nőknél ez az arány 96.
A háztartások medián bevétele 22 829 amerikai dollár, ez az érték családoknál $30 171. A férfiak medián keresete $23 295, míg a nőké $21 692. Az egy főre jutó bevétel (PCI) $16 318. A családok 11,1%-a, a teljes népesség 14,8%-a élt létminimum alatt; a 18 év alattiaknál ez a szám 15,9%, a 65 évnél idősebbeknél pedig 14,3%.

## Fordítás
Ez a szócikk részben vagy egészben  a   Harbor, Oregon című angol Wikipédia-szócikk ezen változatának fordításán alapul.  Az eredeti cikk szerkesztőit annak laptörténete sorolja fel. Ez a jelzés csupán a megfogalmazás eredetét és a szerzői jogokat jelzi, nem szolgál a cikkben szereplő információk forrásmegjelöléseként.